# وامق وعذراء
وامق وعذراء هي قصة حب من الأدب الفارسي؛ قصة حب هذين الاثنين لها أصول يونانية من مطخوس وبارينوب. كُتبَت النسخة الفارسية سابقًا وترجمها للعربي سهل بن هارون في القرن 9/10 م؛ واشتهرت النسخة الفارسية لعنصري حسن في القرن 10/11 م.

## الخلفية الأدبية
عنصري هو شاعر من بلاط الغزنويين وقد نظم في القرن الخامس الهجري قصيدتي وامق وعذراء على شكل قصيدة مثنوي في بحر المتقارب . وقد ترجم البيروني القصيدة الأساسية إلى اللغة العربية. وفي القرون اللاحقة، تبعه آخرون كتبوها، ومنهم قاتلي بخاري ، وشعيب الجوشفاني، وصلحي الخراساني ، ونامي الأصفهاني  في تأليف أعمال شعرية تحمل نفس العنوان.
تُرجمت هذه القصة من اليونانية إلى السريانية ثم إلى الفارسية الوسطى في عهد خسرو أنوشيروان. وتذكر الأخبار أن الأمير عبد الله بن طاهر أمر والي خراسان في العصر العباسي، بطبع نسخة منه.
كانت نسخة عنصري مفقودة لفترة طويلة، وقد ورد هذا عن الجامي نفسه. حتى وجد محمد شافي في باكستان 372 بيتًا من هذا المثنوي في بضع صفحات من كتاب عن الأوقاف في القرآن. فبدأ بطباعته، وأضاف إليه 142 بيتًا آخر من الأبيات المتفرقة التي وردت في القواميس، والتي قدمها له سعيد النفيسي. ويذكر السعدي هذه القصة أيضًا في غزله الفارسي رقم 613 وغزله 4.

## ملخص القصة
عذرا، ابنة ملك جزيرة ساموس، تلتقي في معبد المدينة بشاب وسيم يدعى وامق، الذي هرب إلى ساموس خوفًا من زوجة أبيه. بفضل وساطة عذراء، أصبح وامق ضيفًا في بلاط الملك؛ يتم طرح الأسئلة عليه في الرقص ويتم اختبار قدراته. حتى يقعا في الحب. في إحدى الليالي، ومن شدة الحب، يذهب وامق إلى منزل عذراء، لكنه يقبل العتبة فقط ثم يعود أدراجه. تخبر معلمة عذراء الملك بهذا الخبر، فيغضب الملك ويأمر بالتفريق بينهما. يقتحم الأعداء المدينة، ويُقتل الملك ويُقبض على عذراء. وأخيرًا، التاجر، الذي يفهم حالة عذراء، يعدها بإيصالها إليه. يتم غناء اللقاء الأول بين عذراء ووامق في المعبد بأبيات شعرية.
 

## جذور يونانية
جميع أسماء الأشخاص والأماكن، باستثناء الشخصيتين الرئيستين في القصة، هي أسماء يونانية فارسية. ومن خلال فحص البرديات والنقوش اليونانية القديمة، تمكن العلماء ومن بينهم بيو أوتيا [الإنجليزية] من تحديد أن القصة لا بُد أن تكون هي ميتيوخوس وبارثينوب.

## قاتلي البخاري
هناك نسخة من هذه القصيدة الرومانسية تتكون من 5573 بيتًا كتبها الشاعر قاتلي البخاري، وهو شاعر من القرن العاشر الهجري وأحد شعراء بلاط عبد العزيز خان أوزبك، في شبابه، بتشجيع من ظهير الدين إبراهيم خان بن جهانجير، ابن عم يعقوب آق قويونلو، وقد أهداها إلى السلطان يعقوب. وفي تأليف مثنوي وامق وعذراء، اتبع قاتلي نظامي الكنجوي، فنظم شعره على الأسلوب النثري العراقي [الفارسية] وفي موضوعي بحر مجنون ليلى..
وبحسب أبيات نص القصيدة فإن قاتلي لم يكن يملك قصيدة عنصري الكاملة عندما نظمها؛ لأن إشارته هي إلى سماع الأسطورة من أفواه الرواة، ولا يمكن لرواة الأسطورة أن يأخذوا من القصيدة الأولية إلا اسم وماق وعذراء وظلًا غامضًا لبعض الأحداث. ولكن من الواضح أن الزمان والمكان والشخصيات وتطور القصة وما إلى ذلك، وبالتالي فهي تختلف عن النص الأساسي.